# Guido Stella
Guido Peppi, più noto come Guido Stella (Forlì, 8 gennaio 1434 – Forlì, 8 dicembre 1492), è stato uno storico, poeta e medico italiano.

## Biografia
La famiglia Peppi era nota, a Forlì, sin dal XIII secolo, quando aveva contribuito alla cacciata del tiranno Simone Mastaguerra.
Guido Peppi, detto anche Stella, probabilmente per una certa fama di astronomo e astrologo, è noto in qualità di storico quattrocentesco della città di Forlì, ma fu anche poeta, sia in volgare sia in latino.
Ben conosceva, peraltro, non solo la lingua latina, ma anche quella greca ed ebraica.
Fu molto stimato, tanto a Forlì quanto nel resto d'Italia, come medico; fu inoltre ricordato come filosofo.

## Opere
- Historia urbis Foroliviensis
- De componendis in lingua materna versibus compendiolum, testo poetico, composto in parte in latino, in parte in volgare.